# Elysius mossi
Elysius mossi là một loài bướm đêm thuộc phân họ Arctiinae, họ Erebidae.